# Erwin Stricker
Erwin Stricker (Mattighofen, 15 agosto 1950 – Bolzano, 28 settembre 2010) è stato uno sciatore alpino italiano.

## Biografia

### Carriera sciistica
Stricker, sciatore polivalente nato in Austria ma originario dell'Alto Adige (Bressanone), nel 1967 vinse la Stadtlerrennen, annuale gara di sci cittadina che si tiene sulla Plose, la montagna di casa di Bressanone, ottenendo il miglior tempo di tutte le categorie. Successivamente subì il suo primo infortunio sulle nevi dello Stelvio. Nel 1969 entrò nei quadri della nazionale italiana; in Coppa del Mondo esordì il 29 gennaio 1970 a Madonna di Campiglio in slalom gigante e conquistò il primo piazzamento di rilievo il 16 gennaio 1972, classificandosi 10º in slalom speciale a Kitzbühel. Ai successivi XI Giochi olimpici invernali di Sapporo 1972, suo esordio olimpico, non completò lo slalom speciale.
Il 24 marzo 1973 si aggiudicò il primo podio in Coppa del Mondo, 2º nello slalom gigante disputato a Heavenly Valley; il suo secondo e ultimo podio nel circuito risale allo storico 7 gennaio 1974: quel giorno sulle nevi tedesche occidentali di Berchtesgaden nacque la Valanga azzurra, con cinque italiani nelle prime cinque posizioni del gigante; Stricker si piazzò 3º alle spalle di Piero Gros e Gustav Thöni e davanti a Helmuth Schmalzl e Tino Pietrogiovanna. Nella stessa stagione partecipò ai Mondiali di Sankt Moritz 1974, classificandosi 6º nello slalom gigante, ma poi subì nuovamente un grave infortunio e fu operato all'ospedale di Bressanone. Nel 1976 prese parte ai XII Giochi olimpici invernali di Innsbruck 1976 (sua ultima presenza olimpica), senza completare la discesa libera, e ottenne l'ultimo piazzamento in Coppa del Mondo il 18 marzo a Mont-Sainte-Anne in slalom gigante (8º); ai Campionati italiani 1977 vinse la medaglia d'oro nella combinata, quella d'argento nella discesa libera e quella di bronzo nello slalom gigante, ultimi risultati della sua carriera, e si ritirò nel 1978.

#### Bilancio della carriera
Durante gli anni in nazionale Stricker si fece notare per diverse sue innovazioni applicate allo sci alpino; fu infatti il primo atleta a utilizzare le ginocchiere e il bastone aquilineo per la discesa libera, ad applicare agli sci da slalom il puntale a uncino per prevenire le inforcate (Geierschnäbel), il casco aerodinamico e quello da slalom. Nel corso degli anni gli venne assegnato il soprannome "Cavallo pazzo" "Wilder Pferd": pur non possedendo il talento di alcuni suoi compagni della Valanga azzurra come Gros e Thöni, si mise in mostra per uno stile personale, molto irruente, che lo portava ad "aggredire" i tracciati. Nella stagione 1974-1975 fu il l'unico sciatore a entrare nel primo gruppo di merito di tutte le specialità previste all'epoca (discesa libera, slalom gigante e slalom speciale).

### Altre attività
Dopo il ritiro dalle competizioni si dedicò ad attività imprenditoriali e alla promozione dello sci alpino, anche nelle vesti di "ambasciatore" della Federazione internazionale sci; tale attività lo portò a diffondere la cultura alpina anche in Paesi a essa tradizionalmente estranei, come la Russia e la Cina. Fu commentatore sportivo per la Rai in occasione dei XXI Giochi olimpici invernali di Vancouver 2010 e morì in quello stesso anno a Bolzano a causa di un tumore cerebrale, a sessant'anni.

## Palmarès

### Coppa del Mondo
- Miglior piazzamento in classifica generale: 6º nel 1974
- 2 podi (entrambi in slalom gigante):
  - 1 secondo posto
  - 1 terzo posto

### Campionati italiani
- 5 medaglie[4]:
  - 2 ori (discesa libera nel 1976; combinata nel 1977)
  - 1 argento (discesa libera nel 1977)
  - 2 bronzi (combinata nel 1971; slalom gigante nel 1977)